# Grzegorz Michalski (muzykolog)
Grzegorz Michalski (ur. 1946 w Łodzi) – muzykolog, dziennikarz, krytyk muzyczny, popularyzator, organizator życia muzycznego.

## Życiorys
Ukończył studia na Uniwersytecie Warszawskim (praca magisterska pod kierunkiem prof. Zofii Lissy w 1972 roku) oraz studium menedżerów radiowych w Kolonii (1995).
W latach 1971–1973 był redaktorem w dwutygodniku „Ruch Muzyczny”, od 1974 do 1981 roku kierownikiem Redakcji Muzyki Poważnej w Telewizji Polskiej, a w latach 1982–1988 konsultantem programowym Filharmonii Narodowej. Od 1988 roku był dyrektorem, redaktorem naczelnym Polskiego Wydawnictwa Muzycznego w Krakowie. W latach 1990–1992 był podsekretarzem stanu odpowiedzialnym za szkolnictwo artystyczne, muzykę, okresowo także współpracę z zagranicą i upowszechnianie kultury, pełnomocnikiem do spraw Dziedzictwa Chopinowskiego w Ministerstwie Kultury i Sztuki, a od 1992 do 1999 roku szefem Działu Publicystyki Kulturalnej. Był komentatorem w II Programie Polskiego Radia, a w latach 1998–2000 pełnomocnikiem ministra kultury i sztuki oraz koordynatorem Roku Chopinowskiego. Od 2001 do 2008 roku (z przerwą w roku 2006) był dyrektorem Narodowego Instytutu Fryderyka Chopina, obecnie jest m.in. członkiem Rady Programowej NIFC (2011) oraz od 2009 roku prezesem Towarzystwa im. Witolda Lutosławskiego.

## Festiwale Muzyczne Polskiego Radia
Grzegorz Michalski jest organizatorem Festiwali Muzycznych Polskiego Radia:
- 1997: „Szymanowski i jego Europa” (wraz z Michałem Bristigerem i Elżbietą Markowską)[5],
- 1998: „Mieczysław Karłowicz – pokrewieństwa z wyboru”,
- 1999: „Chopin – źródła i konteksty”,
- 2000: „Bach tysiąclecia”,
- 2001: „Witold Lutosławski”,
- 2003: „Romantyczne ojczyzny Stanisława Moniuszki,
- 2004: „Paryżanie”,
- 2005: „80 lat na antenie”.

## Programy muzyczne
- „Wtorek melomana”[6],
- „Stereo i w kolorze”[7] (program został usunięty w efekcie „weryfikacji” w początkach 1982 roku).

## Ważniejsze publikacje
- Nowa muzyka (od roku 1937), [w:] "Dzieje muzyki polskiej w zarysie"[8], Warszawa 1977, 1979 (wyd. angielskie)
- Interpress; New Polish Music 1980–1989, [w:] "Polish realities – the art in Poland", Glasgow 1990
- "Polish realities: the arts in Poland, 1980–1989", Third Eye Centre
- "Lutosławski w pamięci. 20 rozmów o kompozytorze". Gdańsk 2007[9]